# هايامي كيشيموتو
هايامي كيشيموتو (باليابانية: 岸本早未؛ بالكانا: きしもと はやみ) هي مغنية يابانية، ولدت في 25 يونيو 1987 في كيوتو في اليابان.

## وصلات خارجية
- الموقع الرسمي
- هايامي كيشيموتو على موقع ميوزك برينز (الإنجليزية)